# جون غوردون لان
جون غوردون لان هو سياسي كندي، ولد في 5 أغسطس 1916 في كندا، وتوفي في 9 أغسطس 2001. حزبياً، نشط في حزب أونتاريو المحافظ التقدمي. وقد انتخب عضو برلمان مقاطعة أونتاريو.